# Gustavo Jiménez
Gustavo Jiménez (Cerro de Pasco, 5 aprile 1886 – Paiján, 14 marzo 1933) è stato un politico peruviano.
È stato Presidente del Perù dal 5 marzo all'11 marzo 1931.